# Rząd Romana Odzierzyńskiego
Rząd Romana Odzierzyńskiego – gabinet pod kierownictwem premiera Romana Odzierzyńskiego, sformowany 25 września 1950; funkcjonował do 8 grudnia 1953 roku.

## Skład rządu
- Roman Odzierzyński –  premier, minister obrony narodowej i kierownik Ministerstwa Sprawiedliwości oraz kierownik Ministerstwa Skarbu od 21 stycznia 1952 roku
- Mieczysław Sokołowski -  minister spraw zagranicznych
- Zygmunt Rusinek – minister dla spraw obywateli polskich na obczyźnie
- Stanisław Sopicki (SP) – minister skarbu do 21 stycznia 1952 roku
- Jerzy Hryniewski (Liga Niepodległości Polski) – minister spraw wewnętrznych

## Zmiany w składzie rządu
W dniu 21 stycznia 1952 roku Prezydent RP August Zaleski:
- przychylił się do prośby Stanisława Sopickiego o dymisję i zwolnił go z urzędu Ministra Skarbu
- powierzył generałowi brygady Romanowi Odzierzyńskiemu kierownictwo Ministerstwa Skarbu,
- mianował Hugona Hanke ministrem[1].